# Château d'Arcine (Arcine)
Le château d'Arcine est une ancienne maison forte, du XIIe siècle, très restaurée au XXe siècle, chef-lieu de la seigneurie d'Arcine, qui se dresse sur la commune de Clarafond-Arcine dans le département de la Haute-Savoie, en région Auvergne-Rhône-Alpes.

## Situation
Le château d'Arcine est situé dans le département français de la Haute-Savoie sur la commune de Clarafond-Arcine, au nord du bourg, sur un éperon barré à l'ouest de la montagne du Vuache. Sur le plateau de la Semine, la maison forte domine la rive gauche du Rhône. Avec le château de la Cluse dressé sur la rive droite, il verrouillait le passage sur le Rhône et le passage sur Vulbens ou s'élevait également un autre château.

## Historique
Le château d'Arcine est à la fin du XIIe siècle la possession de la famille d'Arcine avant de repasser sous l'autorité directe des comtes de Genève.
Par un acte daté de 1296 Amédée II de Genève le donne en fief à François de Lucinges, mais se réserve le droit d'appliquer les peines corporelles. La maison forte détient les droits de hautes justice exceptée : « excepta pena et animversatione corporali »,.
Le 3 janvier 1398,, Jean de Lucinges vend la seigneurie à François de Verboz et à son épouse Louise Chaume.
Guillaume de Verboz, seigneur d'Arcine, époux de Jeanne de Grolée, décède le 22 décembre 1439, en laissant quatre fils sous la tutelle de leur mère. L'ainé Jacques est seigneur d'Arcine le 7 octobre 1457 ; il meurt le 3 octobre 1484.
En 1699, Philibert de Verboz, mort le 20 octobre 1705, fils de Claude de Verboz, époux de Charlotte de Saconay du Bruel d'Ogny (1666-Ca 1739), est seigneur d'Arcine.
Le château passe à la famille Collomb, famille originaire d'Annecy, anobli en 1611 par le duc Charles-Emmanuel Ier de Savoie, à la suite du mariage survenu le 6 août 1712 entre Charlotte-Joseph-Thérèse de Verboz († 1774) et François Collomb. Cette union donne naissance à la branche des Collomb d'Arcine, qui préfère résider au château du Sougey, à Arbusigny ou au château d'Ésery. La seigneurie est ensuite entre les mains de Jean-François Emmanuel Collomb d'Arcine, né le 15 octobre 1784, commandeur de la Légion d'honneur, chevalier de l'Ordre de Saint-Louis et des Saints Maurice et Lazare, fait comte par le roi Charles-Albert de Sardaigne en 1842.
Il passe entre les mains de Louise Alix Collomb d'Arcine qui épouse, en 1858, Alphonse René Jean Capré de Megève, page de Charles-Albert puis officier supérieur de cavalerie.
Il est vendu en 1894 par mademoiselle Hélène Collomb d'Arcine à M. Gustave Burlat.
Émile Bélime l'a acquis en 1919 et réaménagé complètement.

## Description
Il se compose de deux tours, l'une carrée, l'autre ronde, et d'un corps de logis, le tout ceint de hauts murs.